# Disney Magical World
Disney Magical World (ディズニー マジックキャッスル マイ・ハッピー・ライフ) ist eine Lebenssimulation für den Nintendo 3DS. Das Spiel wurde in Japan am 1. August 2013 veröffentlicht, in Nordamerika am 11. April 2014 und in Europa am 24. Oktober 2014.

## Gameplay
Am Anfang des Spiels darf der Spieler sich einen Charakter erstellen oder seinen Mii-Charakter benutzen. Es gibt 60 verschiedene Disney-Charaktere, die der Spieler spielen kann. Wenn der Spieler eine AR-Karte besitzt, kann er diese einscannen und erhält täglich Geschenke. Der Charakter besitzt ein Café und wenn der Spieler sich eine Erweiterung mit den Spielmünzen kauft, hat der Charakter ein eigenes Zimmer, welches der Spieler dann nach seinen Wünschen einrichten kann.

## Kritik
Disney Magical World hat überwiegend positive Bewertungen erhalten. Metacritic kam auf einen Wertungsschnitt von 71 %, GameRankings aggregierte 75,24 %, Nintendo World Report auszeichnete das Spiel mit 8,5/10 Punkten und Game Revolution gab 3 von 5 Punkten.
Am 31. März 2014 wurde das Spiel schon über 500.000 mal verkauft.